# Älvdalens kyrka
Älvdalens kyrka  ligger strax intill Österdalälven i Älvdalen. Den är församlingskyrka i Älvdalens församling i Västerås stift.

## Historik
En medeltida kyrkobyggnad bör ha föregått nuvarande stenkyrka. Vid 1400-talets mitt omtalas ett kapell i Älvdalen. Dess plats och utformning är okänd. Möjligen låg det inom nuvarande kyrkas murar. 1585 färdigställdes Älvdalens första stenkyrka som delvis ingår i dagens kyrkobyggnad. Hundra år senare räckte kyrkan inte längre till så man byggde ut den åt söder. År 1783, när ytterligare hundra år hade gått, utvidgades kyrkan åt öster.
Nuvarande kyrktorn uppfördes 1816–1817 intill kyrkans västgavel. Övriga delar av kyrkan byggdes om 1824–1826. Vid en stor ombyggnad 1903–1905 fick tornet sin nuvarande spira med lanternin. Tornur sattes upp åt alla väderstreck. Runt om kyrkan byggdes utvändiga strävpelare. Gamla predikstolen och altaret avlägsnades och flyttades över till Åsens kapell.
Sveriges Radios julotta 2021 hölls i kyrkan.

## Kyrkobyggnaden
Huvudingången finns på västra sidan och går genom tornet. Dessutom finns sidoingångar mitt på långhusets nord- och sydsida. Kyrkorummet har en rektangulär planform. Vid dess östra sida finns ett halvrunt altarrum. Altarrummet avgränsas i öster av sju pelare i halvcirkel. Mellan pelarna finns genomgångar till den bakomliggande, likaså halvrunda sakristian. Innertaket i långhuset har tunnvalv, medan innertaket i altarrummet har ett hjälmvalv.
Såväl exteriör som interiör präglas framförallt av nyklassicismens formspråk. Åren 1903–05 vidtog en genomgripande restaurering efter förslag av arkitekt Rudolf Arborelius som i allt väsentligt präglar dess nuvarande utseende. Kyrkans ytterväggar spritputsades i lejongult; strävpelare, hörnlister och fönsteromfattningar slätputsades och avfärgades i vitt. Fönster-, dörröppningar samt takresningen förändrades. Den ljusa interiören kännetecknas framförallt i det genombrutna altarrummet, som avgränsas i öster med en bröstningsmur med ovanstående kolonner. Långhusets innertak har stomme av trä och är tunnvälvt, medan altarrummet täcks av ett hjälmvalv. Vid sekelskiftets restaurering erhöll den strama interiören en rik, dekorativ utsmyckning av väggar och valv i klassicerande stil, men även med inslag av jugend. Den fasta inredningen förnyades helt.
I tornet hänger tre kyrkklockor. Storklockan är äldst och göts 1855. Mellanklockan och lillklockan göts år 1903. Gamla mellanklockan, gjuten 1585, finns kvar och används som slagklocka i tornuret.
Söder om kyrkan står en av Sveriges äldsta bevarade profana träbyggnader, kyrkhärbret i Älvdalen, som är dendrokronologiskt daterat till år 1285.

## Orgel
Orgeln i Älvdalens kyrka byggdes 1905 av E A Setterquist & Son, Örebro under ledning av Gustaf Setterquist. Detta var Gustafs sista orgel. Den var från början halvpneumatisk. Orgelfasaden ritades 1905 av Rudolf Arborelius. Man satte senare in en motor i orgeln. Den omdisponerades 1958 av Rolf Larsson, Uppsala och 1968 av Gunnar Carlsson, Borlänge.
Ursprunglig disposition:
| Manual I C-f3                  | Manual II C-f3    | Pedal C-b    | Koppel | Övrigt                 |
| Borduna 16                     | Violinprincipal 8 | Subbas 16    |        | Registersvällare       |
| Principal 8                    | Salicional 8      | Violon 16    |        | Tre fria kombinationer |
| Borduna 8                      | Rörflöjt 8        | Borduna 8    |        |                        |
| Flöjt Harmonik 8               | Violin 8          | Violoncell 8 |        |                        |
| Gamba 8                        | Fl. oct. 4        | Basun 16     |        |                        |
| Octava 4                       | Corno 8           |              |        |                        |
| Quinta 3                       | Tremulant         |              |        |                        |
| Octava 2                       |                   |              |        |                        |
| Trumpet 16 (ej lägsta oktaven) |                   |              |        |                        |
| Trumpet 8                      |                   |              |        |                        |

Nuvarande disposition:
| Huvudverk I      | Svällverk II      | Pedal        | Koppel   | Övrigt                       |
| Principal 8      | Rörflöjt 8        | Subbas 16'   | I/P      | Fria och fasta kombinationer |
| Gedackt 8'       | Salicional 8      | Borduna 8'   | II/P     |                              |
| Oktava 4'        | Spetsflöjt 4'     | Nachthorn 2' | II/I     |                              |
| Rörkvintadena 4' | Oktava 2'         | Basun 16'    | I 4'/I   |                              |
| Kvinta 2 2/3'    | Cymbel 3 chor     | Skalmeja 4'  | II 16'/I |                              |
| Waldflöjt 2'     | Krumhorn 8'       |              |          |                              |
| Ters 1 3/5'      | Tremulant         |              |          |                              |
| Oktava 1'        | Crescendosvällare |              |          |                              |
| Mixtur 5-6 chor  |                   |              |          |                              |
| Corno 8'         |                   |              |          |                              |

## Galleri

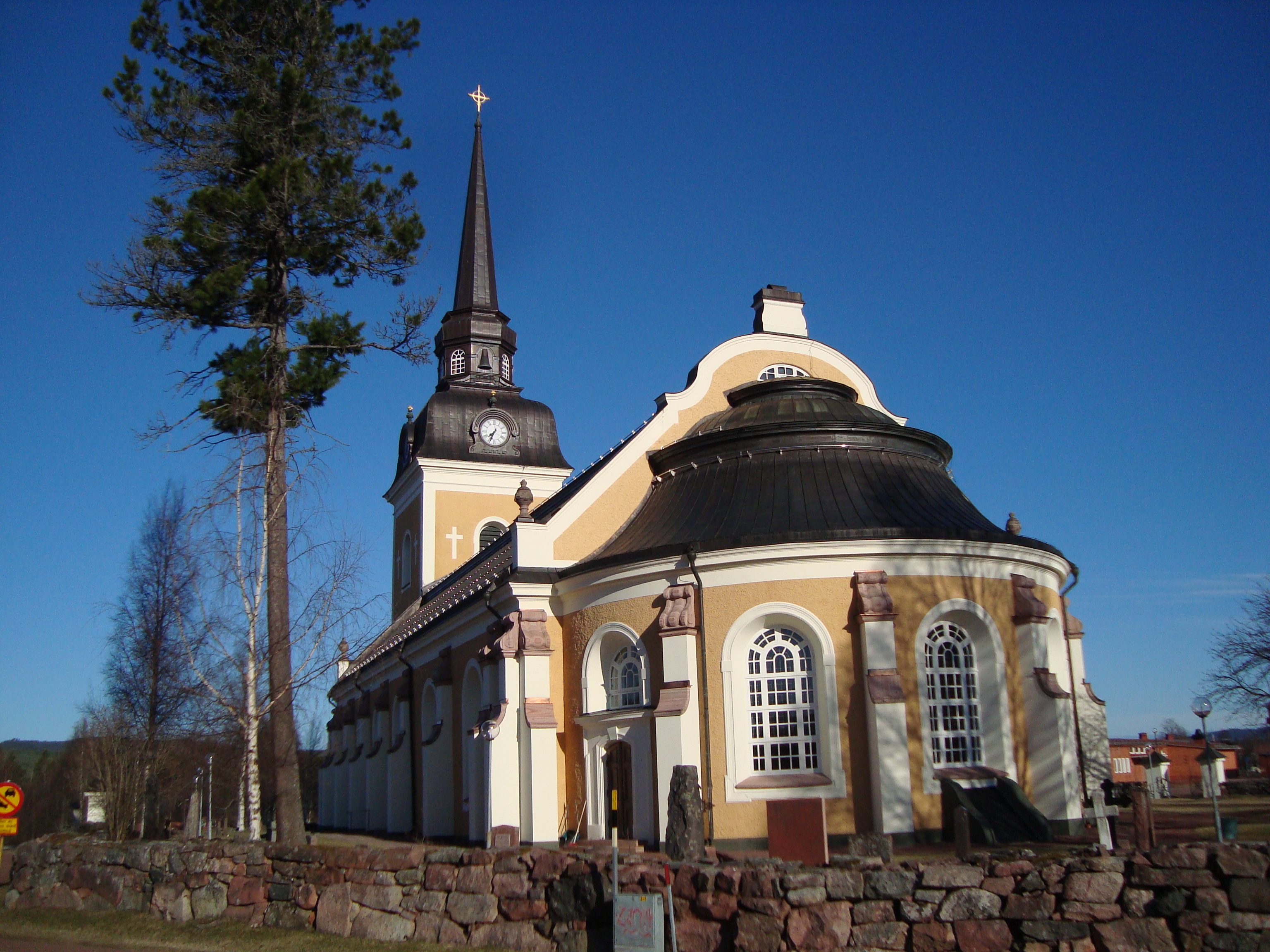
Älvdalens kyrkas absid i maj 2010
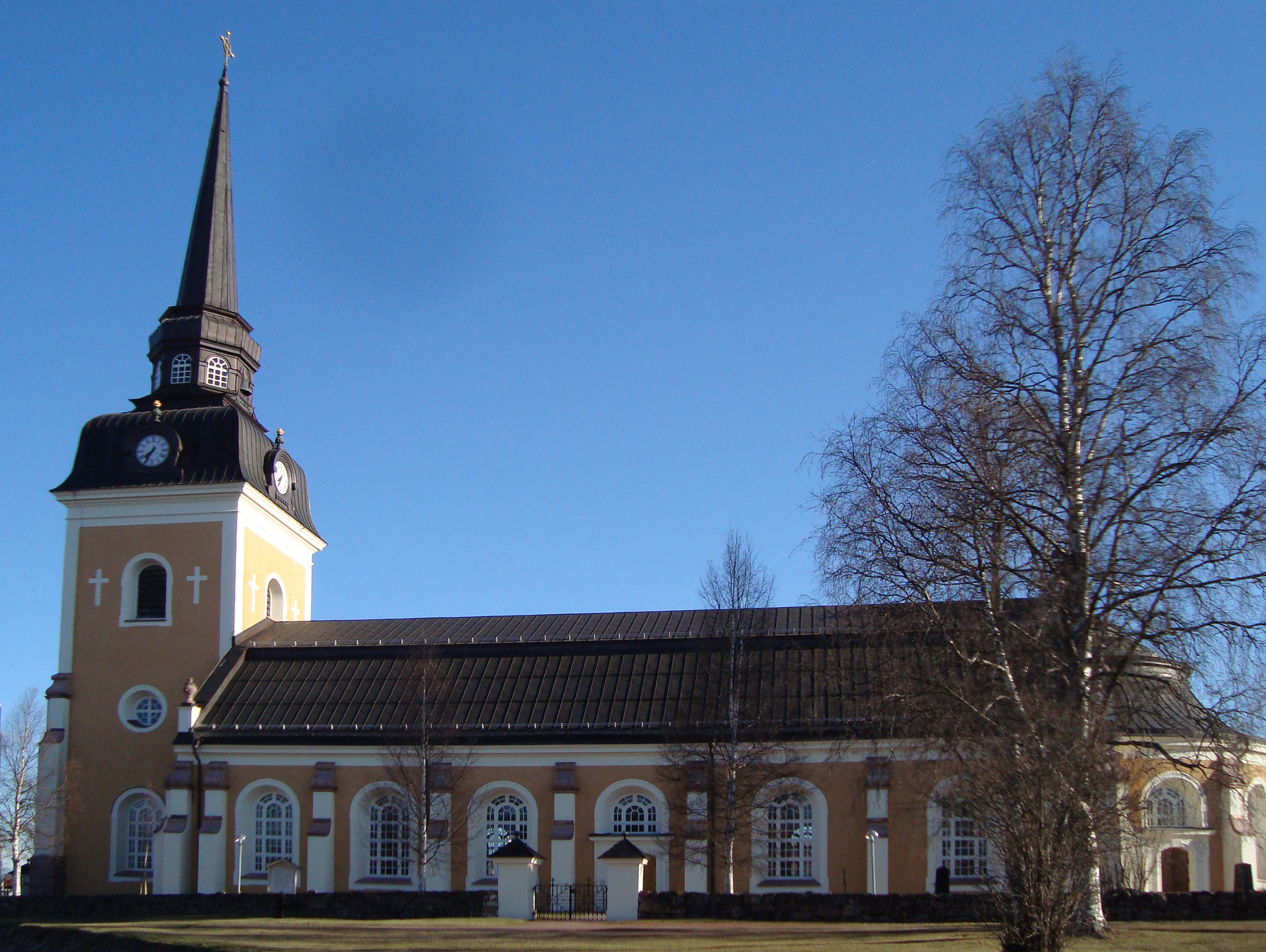
Älvdalens kyrka från sidan i maj 2010
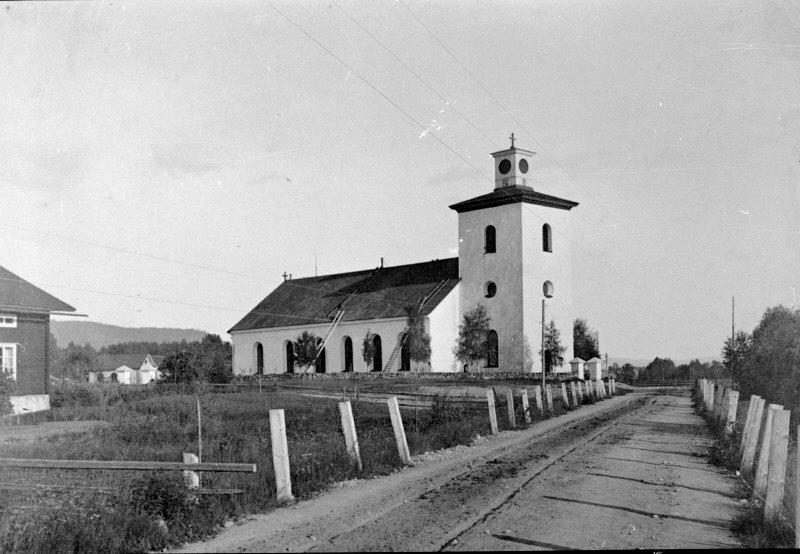
Kyrkan från nordväst innan ombyggnationen 1903
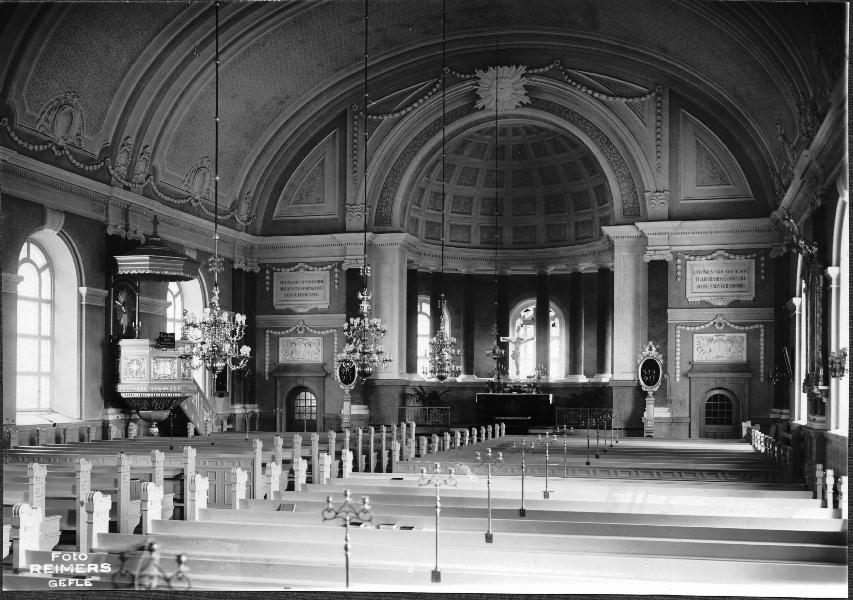
Kyrkans interiör